# Dommitzsch
Dommitzsch är en stad i Landkreis Nordsachsen i förbundslandet Sachsen i Tyskland. Staden har cirka 2 300 invånare.
Kommunen ingår i förvaltningsområdet Dommitzsch tillsammans med kommunerna Elsnig och Trossin.